# جيراردو أورتيز
جيراردو أورتيز (بالإنجليزية: Gerardo Ortíz)‏ هو ملحن ومغني أمريكي، ولد في 5 أكتوبر 1989 في باسادينا في الولايات المتحدة.

## وصلات خارجية
- جيراردو أورتيز على موقع IMDb (الإنجليزية)
- جيراردو أورتيز على موقع ميوزك برينز (الإنجليزية)
- جيراردو أورتيز على موقع أول ميوزيك (الإنجليزية)